# Cellier-du-Luc

Cellier-du-Luc este o comună în departamentul Ardèche din sud-estul Franței. În 1 ianuarie 2022 avea o populație de 91 de locuitori.